# Чемпионат Испании по футболу среди женщин 1988/1989
Чемпионат Испании по футболу среди женщин 1988/1989 — 1-й по счёту сезон высшего дивизиона системы футбольных лиг Испании. Это первый сезон под названием Лига Насьонал (исп. Liga Nacional de Fútbol Femenino). В турнире принимало участие девять клубов (они же считаются основателями женского чемпионата Испании). Сезон начался 4 декабря 1988 года и закончился 30 апреля 1989 года.
Первый в истории титул Чемпиона Испании забрали девушки из «Пенья Барселониста». Этот трофей стал первым и оказался единственным в их профессиональном спорте.
8 февраля 1989 было отменено два матча: матч между «Пенья Барселониста» и «Сабаделем» не состоялся из-за отсутствия главного арбитра, а матч, в котором должны были встретиться «Олимпико Фортуна» и «Парке Алькобендас» не состоялся из-за отсутствия игрового поля, на котором можно было бы провести матч.

## Клубы-участники

### География соревнований
В сезоне представлено пять клубов из Каталонии, два клуба из Мадрида. По одному клубу представляют Балеарские острова и Кастилию-Леон.
| Клуб                           | Город                 | Автономное сообщество |
| ------------------------------ | --------------------- | --------------------- |
| Атлетико Санта-Мария-дель-Ками | Санта-Мария-дель-Ками | Балеарские острова    |
| Барселона                      | Барселона             | Каталония             |
| Вальес-Оксиденталь             | Сабадель              | Каталония             |
| Олимпико Фортуна               | Мадрид                | Мадрид                |
| Парке Алькобендас              | Алькобендас           | Мадрид                |
| Пенья Барселониста             | Барселона             | Каталония             |
| Пуэнте Кастро                  | Леон                  | Кастилия-Леон         |
| Сабадель                       | Сабадель              | Каталония             |
| Эспаньол                       | Барселона             | Каталония             |

## Турнирная таблица
| М | Команда                        | И  | В  | Н | П  | Мячи    | ±   | О  | Примечания                   |
| - | ------------------------------ | -- | -- | - | -- | ------- | --- | -- | ---------------------------- |
| 1 | Пенья Барселониста             | 16 | 10 | 4 | 2  | 41 − 12 | +29 | 24 | Чемпион Испании              |
| 2 | Парке Алькобендас              | 16 | 10 | 3 | 3  | 46 − 24 | +22 | 23 | Квалификация в Кубок Испании |
| 3 | Эспаньол                       | 16 | 7  | 6 | 3  | 39 − 26 | +13 | 20 | Квалификация в Кубок Испании |
| 4 | Барселона                      | 16 | 7  | 6 | 3  | 29 − 24 | +5  | 20 |                              |
| 5 | Вальес-Оксиденталь             | 16 | 8  | 2 | 6  | 25 − 21 | +4  | 18 |                              |
| 6 | Олимпико Фортуна               | 16 | 8  | 2 | 6  | 35 − 29 | +6  | 18 |                              |
| 7 | Сабадель                       | 16 | 4  | 3 | 9  | 26 − 49 | −23 | 15 |                              |
| 8 | Пуэнте Кастро                  | 16 | 2  | 2 | 12 | 21 − 52 | −31 | 6  |                              |
| 9 | Атлетико Санта-Мария-дель-Ками | 16 | 1  | 2 | 13 | 19 − 54 | −35 | 4  |                              |

Источник: